# Diócesis de Montería
La diócesis de Montería (en latín: Dioecesis Monteriensis) es una circunscripción eclesiástica de la Iglesia católica en Colombia. Se trata de una diócesis latina, sufragánea de la arquidiócesis de Cartagena de Indias. Desde el 6 de junio de 2025 la diócesis se encuentra en Sede Vacante.

## Territorio y organización
La diócesis tiene 14 500 km² y extiende su jurisdicción sobre los fieles católicos de rito latino residentes en 23 municipios del departamento de Córdoba: Canalete, Cereté, Chimá, Chinú, Ciénaga de Oro, Cotorra, Los Córdobas, Momil, Moñitos, Montería, Planeta Rica, Pueblo Nuevo, Puerto Escondido, Purísima, Sahagún, San Andrés de Sotavento, San Antero, San Bernardo del Viento, San Carlos, San Pelayo, Santa Cruz de Lorica, Tuchín y Valencia.
La sede de la diócesis se encuentra en la ciudad de Montería, en donde se halla la Catedral de San Jerónimo.
En 2021 en la diócesis existían 79 parroquias.

## Historia
Después de la creación del departamento de Córdoba (18 de junio de 1952), varios ciudadanos comenzaron a realizar las gestiones para obtener de la Santa Sede la erección de la diócesis de Montería. Para ello enviaron carta al arzobispo de Bogotá, cardenal Crisanto Luque Sánchez, y al nuncio apostólico Pablo Bertoli. El arzobispo de Cartagena, José Ignacio López Umaña, se convirtió en el vocero principal e impulsor del proyecto.
La diócesis fue erigida el 20 de noviembre de 1954 mediante la bula Quoniam Christus del papa Pío XII, obteniendo el territorio de la arquidiócesis de Cartagena y del vicariato apostólico de San Jorge.
El 25 de abril de 1969 cedió una porción de su territorio para la erección de la prelatura territorial del Alto Sinú (hoy diócesis de Montelíbano) mediante la bula Ex quo Deo del papa Pablo VI.
El 27 de octubre de 2012 el papa Benedicto XVI nombró como obispo de la diócesis de Montería al sacerdote Ramón Alberto Rolón Güepsa, quien hasta ese momento se desempeñaba como rector del seminario mayor Santo Tomás de Aquino de la arquidiócesis de Nueva Pamplona.

## Estadísticas
Según el Anuario Pontificio 2022 la diócesis tenía a fines de 2021 un total de 1 406 220 fieles bautizados.
| Año                                                                             | Población | Población | Población      | Sacerdotes | Sacerdotes | Sacerdotes | Católicos por sacerdote | Diáconos permanentes | Religiosos | Religiosos | Parroquias y cuasiparroquias |
| Año                                                                             | Católicos | Total     | % de católicos | Total      | Diocesanos | Regulares  | Católicos por sacerdote | Diáconos permanentes | Masculinos | Femeninos  | Parroquias y cuasiparroquias |
| ------------------------------------------------------------------------------- | --------- | --------- | -------------- | ---------- | ---------- | ---------- | ----------------------- | -------------------- | ---------- | ---------- | ---------------------------- |
| 1965                                                                            | 436 000   | 438 070   | 99.5           | 43         | 38         | 5          | 10 139                  |                      | 16         | 185        | 24                           |
| 1968                                                                            | 468 350   | 493 000   | 95.0           | 48         | 43         | 5          | 9757                    |                      | 14         | 225        | 31                           |
| 1976                                                                            | 760 000   | 770 000   | 98.7           | 44         | 38         | 6          | 17 272                  |                      | 12         | 255        | 31                           |
| 1980                                                                            | 789 000   | 820 500   | 96.2           | 41         | 32         | 9          | 19 243                  |                      | 18         | 230        | 32                           |
| 1990                                                                            | 950 000   | 980 000   | 96.9           | 50         | 45         | 5          | 19 000                  |                      | 17         | 264        | 45                           |
| 1999                                                                            | 1 048 000 | 1 076 476 | 97.4           | 65         | 53         | 12         | 16 123                  |                      | 15         | 200        | 67                           |
| 2000                                                                            | 1 200 000 | 1 350 000 | 88.9           | 74         | 58         | 16         | 16 216                  |                      | 19         | 200        | 71                           |
| 2001                                                                            | 1 200 000 | 1 350 000 | 88.9           | 67         | 51         | 16         | 17 910                  |                      | 22         | 200        | 73                           |
| 2002                                                                            | 1 250 000 | 1 450 000 | 86.2           | 80         | 64         | 16         | 15 625                  |                      | 25         | 45         | 74                           |
| 2003                                                                            | 1 300 000 | 1 500 000 | 86.7           | 70         | 64         | 6          | 18 571                  |                      | 12         | 110        | 74                           |
| 2004                                                                            | 1 310 000 | 1 510 000 | 86.8           | 68         | 64         | 4          | 19 264                  |                      | 8          | 110        | 74                           |
| 2013                                                                            | 1 601 000 | 1 685 000 | 95.0           | 113        | 109        | 4          | 14 168                  |                      | 27         | 177        | 80                           |
| 2016                                                                            | 1 656 592 | 1 742 557 | 95.1           | 113        | 106        | 7          | 14 660                  |                      | 30         | 60         | 80                           |
| 2019                                                                            | 1 365 300 | 1 436 259 | 95.1           | 113        | 106        | 7          | 12 082                  |                      | 7          | 69         | 79                           |
| 2021                                                                            | 1 406 220 | 1 479 380 | 95.1           | 109        | 102        | 7          | 12 901                  |                      | 7          | 69         | 79                           |
| Fuente: Catholic-Hierarchy, que a su vez toma los datos del Anuario Pontificio. |           |           |                |            |            |            |                         |                      |            |            |                              |

## Episcopologio
- Rubén Isaza Restrepo † (4 de noviembre de 1956-2 de noviembre de 1959 nombrado obispo de Ibagué)
- José de Jesús Pimiento Rodríguez † (30 de diciembre de 1959-29 de febrero de 1964 nombrado obispo de Garzón-Neiva)
- Miguel Antonio Medina y Medina † (23 de marzo de 1964-20 de mayo de 1972 falleció)
- Samuel Silverio Buitrago Trujillo, C.M. † (18 de diciembre de 1972-11 de octubre de 1976 nombrado arzobispo de Popayán)
- Carlos José Ruiseco Vieira (28 de marzo de 1977-23 de septiembre de 1983 nombrado arzobispo de Cartagena)
- Ramón Darío Molina Jaramillo, O.F.M. † (23 de marzo de 1984-19 de enero de 2001 nombrado obispo de Neiva)
- Julio César Vidal Ortiz (31 de octubre de 2001-16 de julio de 2011 nombrado obispo de Cúcuta)
- Ramón Alberto Rolón Güepsa (27 de octubre de 2012 - 6 de junio de 2025, nombrado obispo de Chiquinquirá)